# Мортон, Венди
Венди Мортон (англ. Wendy Morton; род. 9 ноября 1967, Норталлертон) — британский политик, главный парламентский организатор большинства в Палате общин, парламентский секретарь Казначейства (2022).

## Биография
Родилась в 1967 году в Норталлертоне, получила степень магистра делового администрирования в Открытом университете. Начала карьеру на дипломатической службе, позднее работала в сфере продаж и маркетинга на частных предприятиях оптической индустрии. В 1990 году вместе с мужем, ушедшим в отставку со службы в Военно-морском флоте, начала семейный бизнес в производстве электроники. В 2001 году была избрана в окружной совет, в 2005 и 2010 годах безуспешно баллотировалась на выборах в Палату общин.
В 2015 году впервые избрана в парламент от округа Олдридж-Браунхилл, в 2017 году подтвердила мандат, получив в два с лишним раза больше голосов, чем основной соперник — кандидат лейбористов Джон Фишер.
В ноябре 2020 года стала первым представителем британского правительства, посетившим Россию с официальным визитом после отравления Сергея и Юлии Скрипаль.
В августе 2021 года представляла Великобританию на заседаниях форума «Крымская платформа» в Киеве.
19 декабря 2021 года, вследствие отставки лорда Фроста и передачи его полномочий по урегулированию отношений с Евросоюзом министру иностранных дел Лиз Трасс, младший министр транспорта Крис Хитон-Харрис обменялся креслами с младшим министром по делам Европы Венди Мортон.
6 сентября 2022 года при формировании правительства Лиз Трасс была назначена парламентским секретарём Казначейства и главным парламентским организатором большинства в Палате общин с правом участия в заседаниях Кабинета.
25 октября 2022 года по завершении правительственного кризиса был сформирован кабинет Риши Сунака, в котором Мортон не получила никакого назначения.